# Первая книга Маккавейская
Первая книга Маккавейская — в православии и католицизме ветхозаветная библейская книга, отсутствующая в еврейской Библии (Танахе) и не входящая в Ветхий Завет в протестантизме. В Русской православной церкви относится к неканоническим книгам, в католицизме — второканоническим, в иудаизме и протестантизме — апокрифическим. В католицизме признана богодухновенной, в православии — небогодухновенной (но полезной и назидательной).
Написана на древнееврейском языке около 100 года до н. э. и описывает события в Иудее в период между 175 и 104 годом до н. э.
Состоит из 16 глав, где после краткого упоминания о завоеваниях Александра Македонского и распаде его империи, рассказывается о страшном гонении Антиоха Епифана на иудеев, строго соблюдающих свою религию, что в итоге вызывает восстание. Последние события, описываемые в книге, относятся ко времени правления первосвященника Иоанна Гиркана.

## Содержание

### Маттафия
Гонениям на иудеев предшествовала победоносная война Антиоха против египетского царя Птоломея в 170 год до н. э. (1:18). Затем Антиох разграбил Второй Храм (1:22), поместил в Иерусалиме свой гарнизон и провел унификацию населения (1:41). Центром антисирийского восстания стал Модин, где произошло первое убийство «мужа царского» (2:25). Затем отряды иудейских повстанцев под руководством Маттафии отступили из города и, видимо, перешли к тактике партизанской войны, разрушая языческие жертвенники и обрезывая детей в пределах Израильских (2:46).

### Иуда Маккавей
После смерти Маттафии восстание возглавил его сын Иуда Маккавей (3:11). Он разгромил ополчение самаритян, которым командовал Аполлоний (3:1). Затем повстанцы разбили сирийский карательный отряд Сирона (3:23). Антиох поручает руководство подавлением восстания Лисию, который посылает шеститысячный отряд под командованием Горгия (4:1). Но и его разгромил Иуда Маккавей. Тогда сирийский наместник Лисий собрал уже 65 тысячное войско, которое также потерпело поражение от 10-ти тысячной армии Иуды Маккавея. Тогда Лисий отступил в Антиохию (4:35), что позволило повстанцам войти в Иерусалим. Дальше повстанцы предприняли боевые действия против пособников сирийцев среди идумеев (5:3). Узнав об еврейских погромах Иуда Маккавей посылает отряды в Галилею и Галаад (5:17). Тем временем умирает сирийский царь Антиох, а регентом Сирии становится Лисий (6:17). Тогда сирийцы двинули на Иерусалим, где оставался в осаде их гарнизон, 120 тысячное войско, усиленное боевыми слонами (6:130). Лисий едва не разгромил повстанцев, однако внутриполитическое противостояние с другим сирийским наместником Филиппом заставляет его заключить перемирие и вернуться в Антиохию (6:63). В результате междоусобной войны в Сирии воцаряется Димитрий (7:1). Новый правитель Сирии продолжил колонизаторскую политику и Иуде Маккавею вновь пришлось воевать против сирийского войска Никанора, который был разбит (7:43). Однако в сражении с другим сирийским полководцем Вакхидом Иуда Маккавей был убит (9:18), а войско его рассеялось.

### Ионафан
Новым уже 3-м вождем маккавейского восстания стал Ионафан (9:31). Победа над сирийским отрядом позволила Ионафану достичь на выгодных условиях перемирия (9:70). Внутриполитический конфликт в Сирии (между Александром и Димитрием) обеспечил Ионафану широкую автономию на землях Иудеи, Самарии и Галилеи (10:30). Вскоре сирийский царь Димитрий пал в междоусобице (10:50), однако усилению центральной власти в Сирии помешали претензии его сына Димитрия (10:67). Впрочем, власть нового претендента на сирийский трон упрочила египетская армия Птоломея (11:13). Новым источником сирийской нестабильности стал Трифон. Иудейские повстанцы отправили 3-х тысячный отряд в Антиохию для поддержки царя Димитрия и подавили антиправительственный мятеж горожан (11:47). Однако Трифон позже все таки взял Антиохию (11:56), заручившись поддержкой Ионафана. Тем не менее, союз этот для Ионафана был неудачным, так как он был предательски убит в Птолемаиде (12:48).
Новым иудейским вождем (этнархом) был избран Симон (13:8). Повествование заканчивается общим примечанием о заслугах сына и преемника Симона — Иоанна. Пользуется большим авторитетом как исторический источник.